# مقاطعة مهر
مقاطعة مهر (بالفارسية: شهرستان مهر) هي إحدى مقاطعات في محافظة فارس في إيران. مركز مقاطعة مهر هو مدينة مهر. حسب تقديرات عام 2006 كان مجموع عدد سكان المقاطعة 54,094 نسمة يعيشون في 10,999 أسرة.